# Lycium densifolium
Lycium densifolium är en potatisväxtart som beskrevs av Ira Loren Wiggins. Lycium densifolium ingår i släktet bocktörnen, och familjen potatisväxter. Inga underarter finns listade i Catalogue of Life.